# بيل وود (لاعب كرة قاعدة)
بيل وود (بالإنجليزية: Bill Wood)‏ هو لاعب كرة قاعدة أمريكي، ولد في 1941.